# Данкан, Кайл
Кайл Барри Данкан (англ. Kyle Barri Duncan; род. 8 августа 1997, Бруклин, Нью-Йорк, США) — американский футболист, защитник клуба «Нью-Йорк Ред Буллз» и сборной США.

## Клубная карьера
Данкан — воспитанник клуба «Нью-Йорк Ред Буллз». В 2014 году он начал выступать за резервную команду клуба. В 2015 году Кайл подписал контракт на два года с французским «Валансьеном», но дебютировать за основной состав так и не смог, выступая за команду дублёров. В 2018 году Данкан вернулся в «Нью-Йорк Ред Буллз». 10 марта в матче против «Портленд Тимберс» он дебютировал в MLS. 31 марта в матче против «Орландо Сити» Данкан получил разрыв передней крестообразной связки правого колена, из-за чего был вынужден пропустить оставшуюся часть сезона 2018. 21 августа 2019 года в матче фарм-клуба «Нью-Йорк Ред Буллз II» против «Нэшвилла» он забил свой первый гол в профессиональной карьере. 18 сентября в поединке против «Портленд Тимберс» Кайл забил свой первый гол за «Нью-Йорк Ред Буллз».
25 ноября 2021 года было объявлено, что в предстоящее зимнее трансферное окно Данкан бесплатно перейдёт в клуб чемпионата Бельгии «Остенде», подписав контракт до 2025 года. За «Остенде» он дебютировал 21 января 2022 года в матче против «Антверпена».
5 августа 2022 года Данкан вернулся в «Нью-Йорк Ред Буллз», отправившись в аренду до конца сезона 2022. После завершения сезона 2022 аренда Данкана окончилась, но 15 января 2023 года он вновь вернулся на правах аренды в «Нью-Йорк Ред Буллз» на сезон 2023. По окончании сезона 2023 «Нью-Йорк Ред Буллз» реализовал опцию выкупа Данкана, подписав с ним контракт до конца сезона 2025.

## Международная карьера
За сборную США Данкан дебютировал 9 декабря 2020 года в товарищеском матче со сборной Сальвадора, в котором вышел на замену на 74-й минуте вместо Хулиана Араухо.
Данкан значился в расширенной заявке сборной США на Золотой кубок КОНКАКАФ 2021 из 59-ти игроков, но в окончательный состав из 23-ти игроков не попал.

## Личная жизнь
Кайл Данкан — племянник Джорджа Веа и кузен Тимоти Веа.

## Достижения
Командные
 «Нью-Йорк Ред Буллз»
- Победитель регулярного чемпионата MLS: 2018